# Joanna Pinińska
Joanna Katarzyna Pinińska (ur. 5 maja 1939) – polska geolog, specjalizująca się w geologii inżynierskiej, geologii kopalnianej, geomechanice, geotechnice. Profesor Uniwersytetu Warszawskiego, członkini Polskiej Akademii Nauk.

## Życiorys
W 1961 ukończyła geologię na Akademii Górniczo-Hutnicza im. Stanisława Staszica w Krakowie. W 1968 doktoryzowała się na Uniwersytecie Warszawskim w zakresie nauk przyrodniczych, zaś w 1976 habilitowała się tamże w zakresie nauk o Ziemi.
Zawodowo związana z Wydziałem Geologii UW, gdzie pełniła liczne funkcje, m.in. dziekan Wydziału (1990-1996) oraz kierowniczki Zakładu Geomechaniki.
Wypromowała co najmniej dziewięcioro doktorów, m.in.: dr hab. Pawła Łukaszewskiego.
W 2013 weszła w skład powołanej przez przewodniczącego Komisji Europejskiej Rady Doradczej ds. Nauki i Technologii. Należy także do działającej przy Komisji Europejskiej Grupy Helsińskiej, zajmującej się promowaniem kobiet w nauce.